# Yoshitada Kōnoike

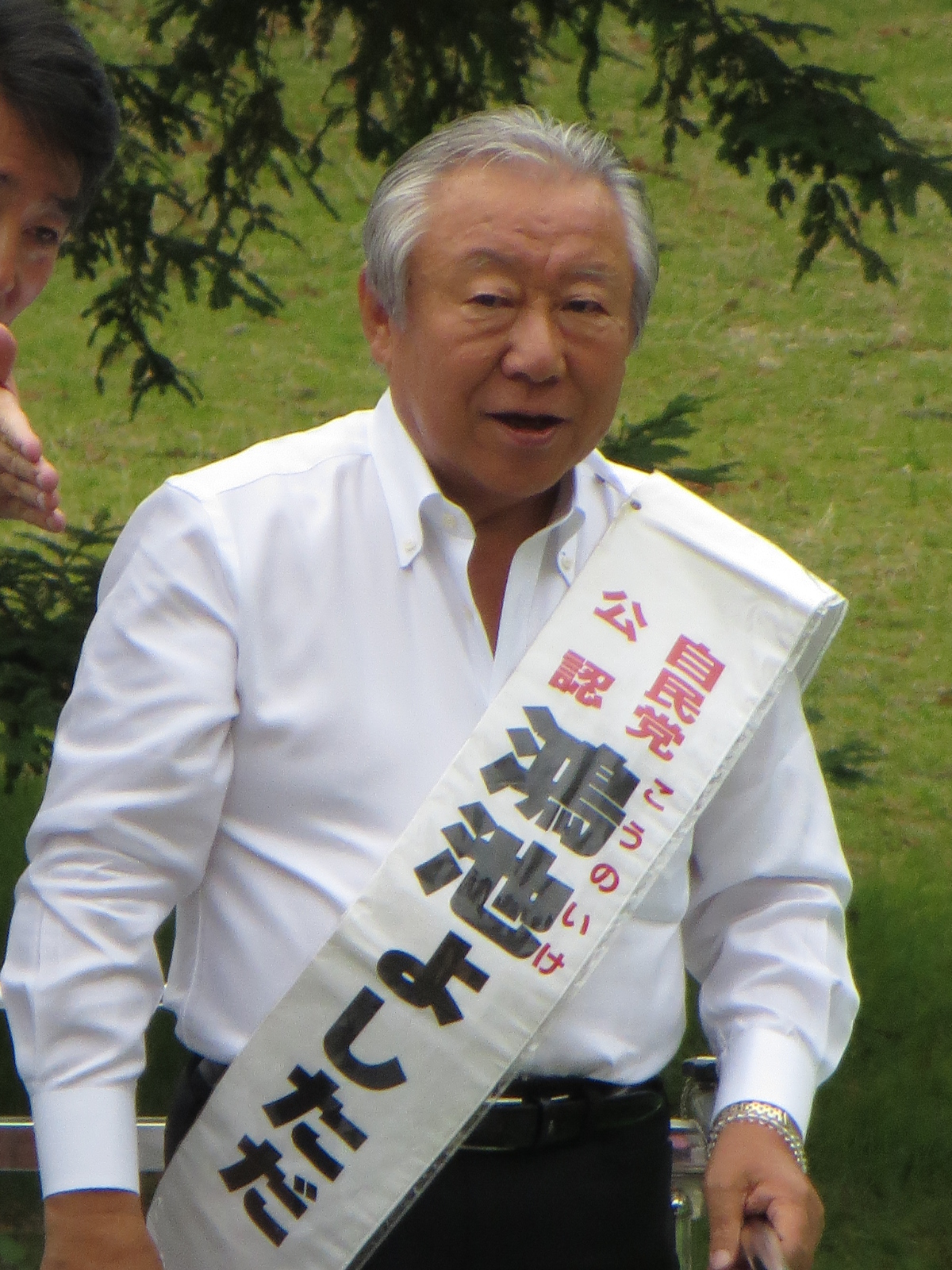
Yoshitada Kōnoike (2013)

Yoshitada Kōnoike (japanisch 鴻池 祥肇, Kōnoike Yoshitada; * 28. November 1940 in Amagasaki, Präfektur Hyōgo; † 25. Dezember 2018) war ein japanischer Politiker der Liberaldemokratischen Partei (LDP), Abgeordneter des Sangiin, des Oberhauses, und früherer Minister für Katastrophenschutz. In der LDP gehörte er zur Asō-Faktion. Von 2008 bis 2009 war er stellvertretender Chefkabinettssekretär im Kabinett Asō.

## Leben
Kōnoike studierte an der Fakultät für Erziehungswissenschaften der Waseda-Universität. 1980 wurde er Vorsitzender der Japan Junior Chamber. 1986 wurde er für die erste von zwei Legislaturperioden ins Shūgiin, das Unterhaus, gewählt. 1991 war er parlamentarischer Staatssekretär (政務次官 seimujikan) in der Behörde für die Entwicklung Okinawas unter Premierminister Miyazawa. 1993 verlor er seinen Wahlkreis.
Bei der Sangiin-Wahl 1995 wurde Kōnoike für die Präfektur Hyōgo (Zweimandatswahlkreis) erstmals ins Sangiin gewählt und 2001, 2007 und 2013 wiedergewählt. Er war dort seither unter anderem Vorsitzender des Bauausschusses, des Haushaltsausschusses sowie des Sonderausschusses für Staatsflagge und Nationalhymne. Im ersten umgebildeten Kabinett von Premierminister Jun’ichirō Koizumi wurde Kōnoike 2002 Staatsminister für Katastrophenschutz und Strukturreform in Sonderzonen (構造改革特別区 kōzō kaikaku tokubetsuku). Im September 2003 wurde er durch Kiichi Inoue abgelöst.
2005 gehörte Kōnoike zu den Sangiin-Abgeordneten, die zunächst gegen das Postprivatisierungsgesetz von Premier Koizumi stimmten, sich aber nach den Parteiausschlüssen im Shūgiin und der Shūgiin-Wahl 2005 dem Willen der Parteiführung fügten. Unter dem Vorsitzenden Shinzō Abe war er von 2006 bis 2007 stellvertretender Vorsitzender des Exekutivrats der LDP.
Im September 2008 berief der Parteivorsitzende und Premierminister Tarō Asō Kōnoike als stellvertretenden Chefkabinettssekretär. Im Januar 2009 warf ihm die demokratische Opposition eine Affäre mit einer Frau vor, die in seinem Abgeordnetenapartment gesehen wurde, und forderte seinen Rücktritt. Kōnoike wies die Vorwürfe zurück und schloss einen Rücktritt aus, wurde aber von Chefkabinettssekretär Kawamura gerügt und entschuldigte sich für sein Verhalten, das Raum für missverständliche Interpretationen gelassen habe.
Im Mai 2009 erklärte er unter Angabe von „persönlichen Gründen“ seinen Rücktritt, nachdem eine Zeitschrift ausführlich berichtet hatte, wie er mit einem Shinkansen-Fahrschein für Dienstzwecke zu einem Wochenende mit einer Geliebten in Atami gefahren war.